# كما أنت

كما أنت (بالإنجليزية: Just the Way You Are)‏ هي أغنية لبيلي جويل (مغني أمريكي وُلِد في التاسع من مايو عام 1949م) من ألبومه الخامس «الغريب» عام 1977، صعدت لقائمة أفضل 10 أغاني في الولايات المتحدة، ولقائمة أفضل 20 أغنية في المملكة المتحدة. حصلت الأغنية على الأسطوانة الذهبية gold single (شهادة مبيعات الموسيقى المسجلة Music recording certification) وهي المرة الأولى التي يحصل بيلي جويل على هذه الجائزة، كما حصلت الأغنية على جائزتي جرامي لأفضل رقم قياسي في العام وأغنية العام في عام 1979.

## طاقم العزف والتسجيل
بيلي جويل: غناء رئيسي وبيانو كهربائي (فندر رودس)
هيو مكراكين: جيتار صوتي
ستيف بورغ: جيتار صوتي
دوغ ستيجماير: جيتار باس
ليبرتي دافيتو: طبول
رالف ماكدونالد: إيقاع
فيل وودز: ساكسفون ألتو
باتريك ويليامز: اوركسترا

## نسخ أخرى للأغنية
قام عدد 268 فنان بتقديم نسخ مختلفة للأغنية، كان ابرزها نسخة Barry White حيث ظهرت على القوائم في ايرلندا، والمملكة المتحدة، واحتلت المركز الثاني على قوائم بيلبورد في الولايات المتحدة.

## كلمات الأغنية
لا تغيرِ شيئًا لتحاولِي إرضائي Don't go changing to try and please me
لم تخذلينِ من قبل Never let me down before
م م م م م م   M-m-m-m-m-m
لا تتخيلِ أنكِ أصبحتِ مألوفة جدًا Don't imagine you're too familiar
وأنا لم أعد أراكِ بعد الآن And I don't see you anymore
لن أتركك في أوقات الشدّة I would not leave you in times of trouble
لم أتوقع أن نصل إلى هذا الحد We never could have come this far
م م م م م م M-m-m-h-m-m
أخذت الأوقات الجيدة I took the good times
سآخذ الأوقات العصيبة I'll take the bad times
أنا آخذكِ كما أنت I take you just the way you are
لا تحاولِ تجربة أزياء جديدة Don't go trying some new fashion
لا تغيري لون شعرك Don't change the color of your hair
م م م م م م M-m-m-m-m-m
لديك دائما شغفي غير المعلن You always have my unspoken passion
على الرغم من أنني قد لا أهتم Although I might not seem to care
أنا لا أريد محادثة ذكية I don't want clever conversation
لا أريدك أن تأخذي الأمر بهذه الجدية Never want to work that hard
م م م م م م م م M-m-m-h-m-m-m-m-m
أنا فقط أريد شخصًا يمكنني التحدث إليه I just want someone that I can talk to
أريدكِ كما أنتِ I want you just the way you are
أريد معرفة أنكِ ستكونِ دائمًا Need to know that you will always be
نفس الشخص الذي عرفته قديمًا Same old someone that I knew
أوه، ما الذي يتطلبه الأمر حتى تؤمن بي Oh, what will it take till you believe in me
بالطريقة التي أؤمن أنا بكِ The way that I believe in you
قلت إنني أحبك إلى الأبد I said I love you that's forever
أعدك بهذا من كل قلبي This I promise from the heart
م م م م م م M-m-m-h-m-m
لا أستطع أن أحبك بشكل أفضل I couldn't love you any better
أحبك كما أنت ... على حق I love you just the way you are... right
أنا لا أريد محادثة ذكية I don't want clever conversation
لا أريدك أن تأخذي الأمر بهذه الجدية I never want to work that hard
م م م م م م M-m-m-m-m-m
أنا فقط أريد شخصًا يمكنني التحدث إليه I just want someone that I can talk to
أريدك كما أنتِ I want you just the way you are

## الوصلات الخارجية
https://www.songfacts.com/facts/billy-joel/just-the-way-you-are كما أنت
https://www.youtube.com/watch?v=HaA3YZ6QdJU كما أنت
https://www.youtube.com/watch?v=SYzQeUZcJVo كما أنت
https://secondhandsongs.com/performance/21025 كما أنت